# Zieleniec (Gorzów Wielkopolski)
Zieleniec (niem. Roßwiese) – dzielnica Gorzowa Wielkopolskiego, położona w jego południowej części. W latach 1945–1954 siedziba gminy Zieleniec. W 1977 włączona w granice administracyjne miasta.
Położona jest częściowo przy drodze ekspresowej S3 relacji Szczecin – Zielona Góra. Jest to dzielnica willowa z niewielkimi terenami, na których zlokalizowane są hurtownie, składy i sklepy.
Znajduje się tutaj stacja kolejowa Gorzów Wielkopolski Zieleniec, kościół – pw. Narodzenia NMP, w zabytkowym pałacyku otoczonym parkiem mieści się Zespół Szkół Ogrodniczych.
Na terenie Zieleńca powstał pierwszy odcinek zachodniej obwodnicy miasta, od ulicy Sulęcińskiej do Alei Marcina Kasprzaka. Odcinek ten nosi nazwę Trasa Zgody.
Zieleniec posiada jedno rondo: Poznańskie. Kilka lat temu, gdy nie było jeszcze wiaduktu S3 na ulicy Sulęcińskiej, Trasa Zgody kończyła się na rondzie na tejże ulicy, a więc ronda były dwa: Poznańskie i Sulęcińskie. Do Zieleńca można dojechać autobusami MZK Gorzów Wlkp. linii: 112, 133, 116, 118, 216.
Główne ulice tej dzielnicy to: Sulęcińska, Willowa, Junacka, Trasa Zgody, Zuchów, Niwicka, Łagodzińska, Osadnicza, Ludowa, Zieleniecka.